# Sebastian Gravlund
Sebastian Gravlund (Dinamarca; 21 de diciembre de 2004) es un piloto de automovilismo danés. Actualmente compite en la temporada inaugural de la Eurocup-3 con MP Motorsport.

## Carrera

### Inicios
Gravlund empezaría a competir en campeonatos de karting en 2013, esto en su natal país, Dinamarca, en 2016 cambiaría a campeonatos internacionales, compitiendo en la WSK Champions Cup o en el Campeonato Mundial de Karting.

### Eurocup-3
En 2023 sería anunciado por MP Motorsport para competir en la temporada inaugural de la Eurocup-3.

## Resumen de carrera
| Temporada | Categoría                      | Equipo            | Carreras | Victorias | Poles | VR | Podios | Puntos | Pos. |
| --------- | ------------------------------ | ----------------- | -------- | --------- | ----- | -- | ------ | ------ | ---- |
| 2021      | Campeonato de Fórmula 4 Danesa | Team FormulaSport | 9        | 0         | 0     | 0  | 1      | 73     | 9.º  |
| 2022      | Campeonato de Fórmula 4 Danesa | Team FormulaSport | 15       | 5         | 2     | 4  | 12     | 273    | 2.º  |
| 2022      | Campeonato de España de F4     | MP Motorsports    | 21       | 0         | 0     | 0  | 0      | 8      | 21.º |
| 2023      | Eurocup-3                      | MP Motorsport     | 15       | 0         | 0     | 0  | 0      | 28     | 13.º |
| Fuente:   |                                |                   |          |           |       |    |        |        |      |

## Resultados

### Campeonato de España de F4
(Clave) (negrita indica pole position) (cursiva indica vuelta rápida puntuable)

| Año  | Equipo        | 1   | 1   | 1   | 2   | 2   | 2   | 3   | 3   | 3   | 4   | 4   | 4   | 5   | 5   | 5   | 6   | 6   | 6   | 7   | 7   | 7   | Pos. | Puntos |
| ---- | ------------- | --- | --- | --- | --- | --- | --- | --- | --- | --- | --- | --- | --- | --- | --- | --- | --- | --- | --- | --- | --- | --- | ---- | ------ |
| 2022 | MP Motorsport | ALG | ALG | ALG | JER | JER | JER | VAL | VAL | VAL | SPA | SPA | SPA | ARA | ARA | ARA | NAV | NAV | NAV | BAR | BAR | BAR | 21.º | 8      |
| 2022 | MP Motorsport | 13  | 20  | 12  | Ret | 17  | 22  | 11  | 26  | 23  | 19  | Ret | 19  | 16  | 17  | Ret | 12  | 9   | 22  | 11  | 12  | 7   | 21.º | 8      |

### Eurocup-3
(Clave) (negrita indica pole position) (cursiva indica vuelta rápida puntuable)

| Año     | Equipo        | 1   | 1   | 2   | 2   | 3   | 3   | 4   | 4   | 5   | 5   | 6   | 6   | 7   | 7   | 8   | 8   | Pos. | Puntos |
| ------- | ------------- | --- | --- | --- | --- | --- | --- | --- | --- | --- | --- | --- | --- | --- | --- | --- | --- | ---- | ------ |
| 2023    | MP Motorsport | SPA | SPA | ARA | ARA | MNZ | MNZ | ZAN | ZAN | JER | JER | EST | EST | VAL | VAL | BAR | BAR | 13.º | 28     |
| 2023    | MP Motorsport | 12  | 12  | 6   | Ret | NC  | Ret | 8   | DNS | 7   | 13  | 17  | 9   | 8   | 8   | 12  | 11  | 13.º | 28     |
| Fuente: |               |     |     |     |     |     |     |     |     |     |     |     |     |     |     |     |     |      |        |